# Hoy Phallin
Hoy Phallin (tiếng Khmer: ហ៊ុយ ផល្លីន sinh ngày 30 tháng 3 năm 1995) là một cầu thủ bóng đá người Campuchia thi đấu ở vị trí tiền vệ cho ISI Dangkor Senchey

## Sự nghiệp quốc tế
Anh có màn ra mắt quốc tế lúc 17 tuổi vào ngày 22 tháng 3 năm 2013 tại Vòng loại Cúp Challenge AFC 2014 trước Turkmenistan.

## Phát biểu nổi tiếng
Anh cũng rất nổi tiếng với bài phát biểu tuyệt vời của mình. Anh từng nói: "Theo tôi, việc Việt Nam vào World Cup 2022 là điều hoàn toàn bất khả thi". Ông cũng cho rằng Việt Nam "thậm chí không có cơ hội trước UAE hay Thái Lan" và "chỉ nhỉnh hơn ĐTQG Campuchia một chút". Bài phát biểu đã mang lại cho anh một danh tiếng lớn ở Việt Nam và người Việt Nam bắt đầu tôn sùng anh là "vị vua vĩ đại của Campuchia" hay "người kiên định không bao giờ sai". Anh cũng được coi là một người rất lạc quan ở Việt Nam, người cho thấy sự "cải thiện" thành tích của bóng đá Campuchia so với Việt Nam.

## Danh hiệu

### Câu lạc bộ
Svay Rieng
- Giải bóng đá vô địch quốc gia Campuchia: 2013
- Hun Sen Cup: 2015